# Сквер Магдебурзького права

Братська могила у сквері Магдебурзького права, Чернігів

Сквер Магдебурзького права — меморіальний сквер у обласного центру міста Чернігова.
Сквер розташований у чернігівському середмісті — на центральній площі Красній.

## Історія та опис
Наприкінці XIX століття у південно-західній частині сучасної Красної площі Чернігова було розбито сквер, який дістав назву Театральний, адже тоді неподалік магістрату, поблизу теперішніх вулиць Кирпоноса і Магістратської, розташовувався міський театр. Він був споруджений у 1853 році з ініціативи дружини чернігівського губернатора Олександри Іванівни Гессе та проіснував до XX століття — споруду розібрали у 1930-х роках. 
У центральній частині теперішнього скверу колись був князівський курган «княжни Чорної», розкопаний у 1851 році. За народними переказами, в ньому була похована шістнадцятирічна дочка князя Чорного, яка боячись наруги древлянського князя, обрала смерть, викинувшись з вікна високого терема. За язичницьким звичаєм сіверян, труп княжни спалили, а на цьому місці насипали високий курган, у який поклали всі трофеї, здобуті у боях з древлянами. 
За часів СРСР 1926 року сквер отримав назву імені Заливчого, на честь Андрія Заливчого, українського революціонера і письменника, що загинув 13 грудня 1918 року неподалік скверу. З другої половині 1930-х років — сквер носив назву імені Піонерів, а в травні 1944 року, після того як тіло Миколи Попудренка перенесли і поховали у центральному сквері, він одержав назву імені Героя Радянського Союзу М. М. Попудренка. На його могилі встановлено ступінчастий гранітний обеліск заввишки 3 метри, до якого прикріплена мармурова таблиця з бронзовим барельєфом і меморіальним написом (автор — скульптор І. Р. Іноземцев). У сквері поховано також члена Чернігівського підпільного обкому КП(б)У, заступника командира обласного партизанського з'єднання Олексія Федорова з господарської частини Василя Капранова. 
У північно-східній частині скверу розташована братська могила 24 радянських воїнів, які полягли в боях з німецько-фашистськими загарбниками при визволенні Чернігова і форсуванні Дніпра у вересні-жовтні 1943 року. Серед них — Герой Радянського Союзу політпрацівник Зальман Віхнін, командир роти Йосип Доценко, командир полку Олександр Серьожников, артилерист Василь Сєриков. У 1949 році на братській могилі було встановлено 3-метровий гранітний обеліск, який увінчує червона п'ятикутна зірка. 
У 2002 році під час благоустрою та реконструкції центральної частини міста на честь 200-річчя Чернігівської губернії значних змін зазнав і сквер імені Попудренка. Його було реконструйовано за проектом дизайнера Олександра Гагаріна та художника-проектувальника і монументаліста Бориса Дєдова, за фінансового сприяння Південно-Західної залізниці. Так, на площі 4 500 м² з'явилися фігурні елементи мощення, також реконструювали освітлення, вирізали старі хворі дерева і засадили низькорослими; зазнали змін також надгробки на могилах Миколи Попудренка, Василя Капранова та на братській могилі, зокрема на останній встановлено стелу з написом: «Вічна пам'ять героям полеглих у боях за свободу і незалежність Батьківщині».
21 лютого 2023 року перейменований до 400-річчя надання Чернігову Магдебурзького права.